# Cerukcuk
Cerukcuk is een bestuurslaag in het regentschap Serang van de provincie Banten, Indonesië. Cerukcuk telt 4237 inwoners (volkstelling 2010).